# Сокільницька сільська рада
Сокільницька сільська рада — орган місцевого самоврядування у Львівському районі Львівської області з адміністративним центром у с. Сокільники.

## Загальні відомості
Історична дата утворення: в 1946 році. Водоймища на території, підпорядкованій даній раді: річка Сокільничанка.

## Населені пункти
Сільській раді підпорядковані населені пункти:
- с. Сокільники

## Склад ради
Рада складається з голови, секретаря, бухгалтера та 26 депутатів.

### Керівний склад ради
| ПІБ                      | Основні відомості                                                 | Дата обрання | Дата звільнення |
| ------------------------ | ----------------------------------------------------------------- | ------------ | --------------- |
| Криса Михайло Іванович   | Сільський голова, 1954 року народження, освіта, безпартійний      | 26.03.2006   | 31.10.2010      |
| Криса Михайло Іванович   | Сільський голова, 1954 року народження, освіта вища, безпартійний | 31.10.2010   | 25.10.2015      |
| Сулимко Тарас Михайлович | Сільський голова, 1966 року народження, освіта вища, безпартійний | 25.10.2015   |                 |

Примітка: таблиця складена за даними джерел

### Депутати
Результати місцевих виборів 2015 року за даними ЦВК
| № зп                                                | № округу      | Прізвище, ім'я, по батькові    | Дата визнання обраним | Відомості про обраного депутата                                                                                  |
| Самовисування                                       | Самовисування | Самовисування                  | Самовисування         | Самовисування |
| --------------------------------------------------- | ------------- | ------------------------------ | --------------------- | --- |
| 1                                                   | 1             | Гук Андрій Богданович          | 25.10.2015            | Освіта вища, позапартійний, тимчасово не працює                                                                  |
| 2                                                   | 2             | Мельник Анатолій Федорович     | 25.10.2015            | Освіта вища, безпартійний, ДПІЦ «Техно-Ресурс»                                                                   |
| 3                                                   | 3             | Салагай Орест Назарович        | 25.10.2015            | Освіта професійно-технічна, безпартійний, ТзОВ «Гриф Фонд», водій                                                |
| 4                                                   | 4             | Лаба Роман Романович           | 25.10.2015            | Освіта вища, безпартійний, ПП «Піраміда», директор                                                               |
| 5                                                   | 5             | Лужняк Василь Ярославович      | 25.10.2015            | Освіта вища, позапартійний, приватний підприємець                                                                |
| 6                                                   | 6             | Святий Володимир Михайлович    | 25.10.2015            | Освіта загальна середня, безпартійний, ЗСШ, Оператор котельні                                                    |
| 7                                                   | 7             | Ожібко Роман Романович         | 25.10.2015            | Освіта вища, позапартійний, Сокільницька сільська рада, спеціаліст 1 категорії                                   |
| 8                                                   | 8             | Барна Олег Михайлович          | 25.10.2015            | Освіта загальна середня, безпартійний, Державна фіто-санітарна інспекція, водій                                  |
| Політична партія Всеукраїнське об'єднання «Свобода» |               |                                |                       | |
| 9                                                   | 9             | Марко Олександр Йосифович      | 25.10.2015            | Освіта вища, член Всеукраїнське об'єднання «Свобода», приватний підприємець                                      |
| Самовисування                                       |               |                                |                       | |
| 10                                                  | 10            | Борщевський Олег Анатолійович  | 25.10.2015            | Освіта вища, безпартійний, адвокат                                                                               |
| 11                                                  | 11            | Табака Василь Степанович       | 25.10.2015            | Освіта освіта професійно-технічна, позапартійний, КП «Сокільничанка», заступник директора                        |
| 12                                                  | 12            | Вахула Галина Василівна        | 25.10.2015            | Освіта вища, безпартійна, Сокільницька амбулаторія ЗПСМ, сімейний лікар                                          |
| 13                                                  | 13            | Ільчишин Олег Петрович         | 25.10.2015            | Освіта професійно-технічна, безпартійний, ПП «Софія-Галицька», водій                                             |
| 14                                                  | 14            | Литвин Богдан Якимович         | 25.10.2015            | Освіта професійно-технічна, безпартійний, пенсіонер                                                              |
| 15                                                  | 15            | Ганц Петро Михайлович          | 25.10.2015            | Освіта вища, безпартійний, АТС-227 ТзОВ «Телком», керівник                                                       |
| 16                                                  | 16            | Мкртчян Сергій Суренович       | 25.10.2015            | Освіта вища, безпартійний, підприємець                                                                           |
| 17                                                  | 17            | Максимович Микола Андрійович   | 25.10.2015            | Освіта професійно-технічна, безпартійний, тимчасово не працює                                                    |
| 18                                                  | 18            | Денисик Микола Федорович       | 25.10.2015            | Освіта вища, Сокільницька сільська рада, заступник сільського голови,                                            |
| 19                                                  | 19            | Коротницький Роман Ярославович | 25.10.2015            | Освіта вища, безпартійний, «Галременерго» ПАТДТЕК Західенерго, інженер-технолог                                  |
| 20                                                  | 20            | Новосад Наталія Іванівна       | 25.10.2015            | Освіта вища, безпартійна, Сокільницька сільська рада, секретар                                                   |
| 21                                                  | 21            | Криса Назарій Іванович         | 25.10.2015            | Освіта вища, безпартійний, Львівська Торгово-промислова палата, експерт 2-о категорії                            |
| 22                                                  | 22            | Криса Любомир Михайлович       | 25.10.2015            | Освіта вища, безпартійний, Університет внутрішніх справ, студент                                                 |
| 23                                                  | 23            | Козак Роман Іванович           | 25.10.2015            | Освіта вища, член Всеукраїнське об'єднання «Свобода», Інститут фізики конденсованих систем НАН України, аспірант |
| 24                                                  | 24            | Крок Юрій Богданович           | 25.10.2015            | Освіта загальна середня, безпартійний, приватний підприємець                                                     |
| 25                                                  | 25            | Коркуна Іван Іванович          | 25.10.2015            | Освіта вища, безпартійний, ЛІБС УБС НБС, завідувач кафедри                                                       |
| 26                                                  | 26            | Папайло Олександра Миколаївна  | 25.10.2015            | Освіта вища, безпартійна, Сокільницька сільська рада, діловод-друкар                                             |